# Prix Pondus
Le prix Pondus est un prix de bande dessinée norvégien remis annuellement depuis 2010 par Frode Øverli, créateur du comic strip populaire en Scandinavie Pondus. Rapportant 100 000 NKR (près de 11 000 €), c'était l'un des prix européens les plus richement dotés.

## Lauréats
- 2010 : Børge Lund, pour Lunch (no)
- 2011 : Øyvind Sagåsen, pour Radio Gaga (no)
- 2012 : Nils Axle Kanten, pour Hjalmar (no) et Firekanta (no)
- 2013 : Steffen Kverneland, pour Munch (no)
- 2014 : Ronald Kabíček, Endre Skandfer og Bjarte Agdestein, pour Krüger & Krogh (no)
- 2015 : Hanne Sigbjørnsen, pour Tegnehanne (no)
- 2016 : Non décerné
- 2017 : Jens Kjartan Styve, pour Dunce (no)
- 2018 : Malin Falch (no), pour Nordlys, t. 1 : Reisen til Jotundalen
- 2019 : John S. Jamtli (no), pour Sabotør og Sabotør: Operasjon Muskedunder
- 2020 : 
  - Nora Dåsnes pour Le Jour où j'ai voulu sauver la forêt (Ti kniver i hjertet)
  - Jenny Jordahl (no) for Hva skjedde egentlig med deg?
- 2021 : Kristian Krohg-Sørensen (no) pour  Gulosten: Liv i helvete (no) et Gulosten: Gentlemansforbryteren
- 2022 : Ida Larmo (no) pour Rigel : urettens ekko
- 2023 : Kjersti Synneva Moen (no) pour Grip den føkkings dagen[2]